# کهیان

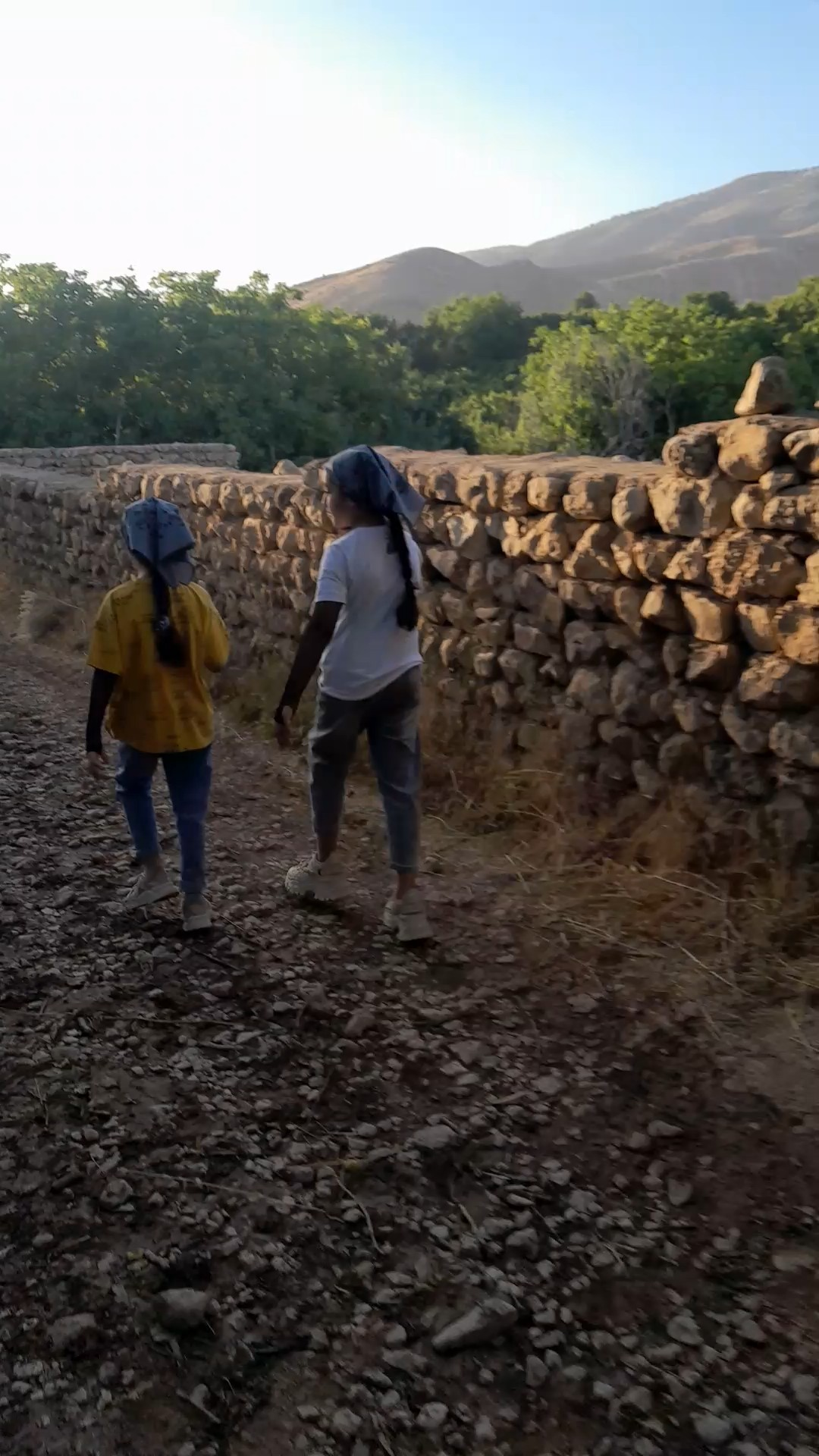

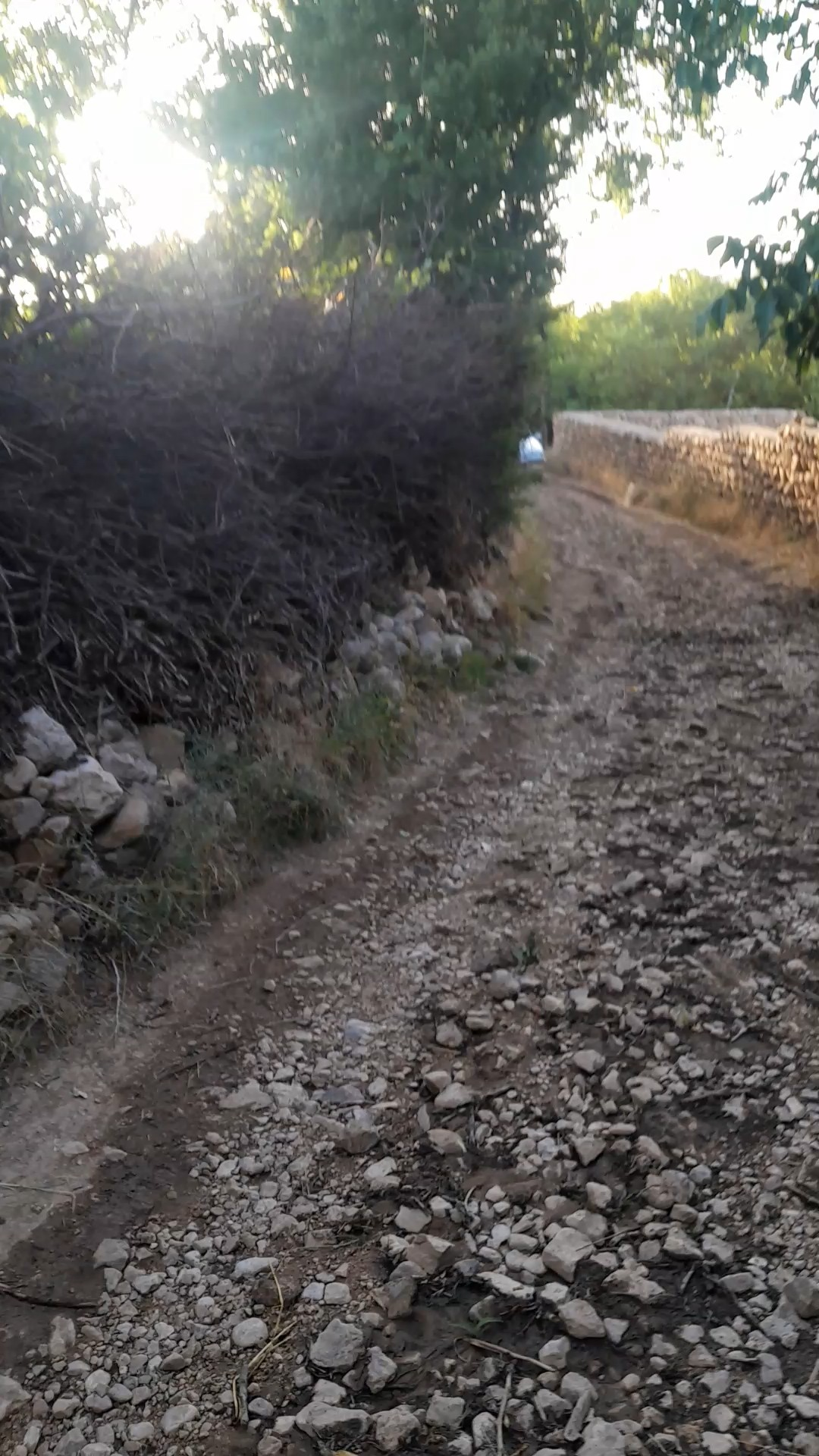

کهیان، روستایی از توابع بخش مرکزی شهرستان لردگان در استان چهارمحال و بختیاری ایران است.

## جمعیت
این روستا در دهستان کهیان قرار دارد و براساس سرشماری مرکز آمار ایران در سال۱۳۹۵، جمعیت آن ۳,۸۴۸نفر (۶۰۰خانوار) بوده‌است که دارای قدمت هزارساله میباشد و از طوایف قدیمی     کوچرو استان فارس بوده اند و گفته های افراد مسن روستا این مطلب را تایید میکند ودرگذشته این مناطق قلمرو فارس محسوب می‌شده و به دلیل آب و هوا و کشاورزی خوب عده ای از افراد  ساکن شده اند و در اسناد قدیمی از آنها بنام طایفه کوهیانی یعنی ساکنان کوه ذکر شده ساکنان اصلی ازجمله این فامیلها  قنبری.طهماسبی،رحیمی، تیموری، موسوی، کاظمی،خسروی،نجفی و منصوری ، اهالی این روستا از طایفه جانکی سردسیر، باب بختیاروند (بهداروند) بختیاری میباشند.  
روستای کهیان از جمله روستاهایی در سطح شهرستان می باشد که استعداد های زیادی را در زمینه درسی و ورزشی در خود دارد.